# Вишковський повіт
Вишковський повіт (пол. powiat wyszkowski) — один з 37 земських повітів Мазовецького воєводства Польщі.
Утворений 1 січня 1999 року в результаті адміністративної реформи.

## Загальні дані
Повіт знаходиться у північно-центральній частині воєводства.
Адміністративний центр — місто Вишкув.
Станом на 1.01.2008 населення становить 71 968 осіб, площа 874,92 км².

## Демографія
Демографічні дані повіту станом на 30.06.2005:
|       | Всього | Всього | Жінки  | Жінки | Чоловіки | Чоловіки |
| ----- | ------ | ------ | ------ | ----- | -------- | -------- |
|       | осіб   | %      | осіб   | %     | осіб     | %        |
| Повіт | 71 626 | 100    | 36 230 | 50,6  | 35 396   | 49,4     |
| Міста | 26 987 | 100    | 13 974 | 51,8  | 13 013   | 48,2     |
| Села  | 44 639 | 100    | 22 256 | 49,9  | 22 383   | 50,1     |